# 横山令奈
横山 令奈（よこやま れな、欧文表記：Lena Yokoyama、1987年4月9日 - ）は、日本のヴァイオリニスト。大阪府箕面市出身。クレモナ国立クラウディオ・ モンテヴェルディ音楽院卒業。
父の横山莞五と母の玲子（旧姓・清水。横山莞五の弟子）、妹の亜美もヴァイオリニスト。

## 略歴
7歳から両親に師事してヴァイオリンを学ぶ。長じてナンドール・セデルケニー（元大阪センチュリー交響楽団コンサートマスター）に師事。2006年からイタリアに留学。2011年2月、クレモナ国立クラウディオ・ モンテヴェルディ音楽院（Istituto Superiore di Studi Musicali ”Claudio Monteverdi”）を審査員一致の満点（dieci e lode）で卒業。その間の、2010年にはフィレンツェ・クレシェンド国際コンクール（Concorso Internazionale Premio Crescendo）のソロの部で１位。その後も、サルヴァトーレ・アッカルド、アレクサンダー・ロンクヴィッヒ、イヴァン・ラバーリャなどの下で研鑽を積む。
2013年からクレモナ・ヴァイオリン博物館で展示楽器の公開演奏者を務める。
2012年、ピアニストのディエゴ・マッカニョーラ、チェリストのアレッサンドロ・コピアと共にピアノ三重奏団Trio Kanonを結成し、ドゥイーノ市の国際室内楽アカデミーでパルマ三重奏団（Trio di Parma ）に師事。2018年、トリノのピネローロ・トリノ国際室内楽コンクール（International Chamber Music Competition di Pinerolo e Torino Città Metropolitana）での第1位を始めとして、様々なコンクールで優勝、入賞を果たす。
2020年4月3日、新型コロナウイルスが蔓延する、イタリア北部クレモナの鐘楼「トラッツォ」の上でヴァイオリンを演奏、同月１６日には同市の病院からの依頼を受け、病院屋上でヴァイオリンを演奏。それらの模様はYouTubeその他で配信され、世界中から賞賛を受ける。
2021年1月14日、姉妹そろって箕面市から「箕面ヴァイオリン大使」に任命される。
2021年8月3日発売のNewsweek Japan（2021年8月10日・17日号）で、「世界が尊敬する日本人100人」の一人に選出される。
クレモナ在住。

## 使用楽器
- Eva and Christo Marino, 2015
- G. C. Gigli 1752

## アルバム
- ベートーヴェン: ピアノ三重奏曲第5番ニ長調作品70の1『幽霊』/ピアノ三重奏曲第7番変ロ長調作品97『大公』（2019年11月、Movimento Classical）
- ブラームス：ピアノ三重奏曲第2番作品87/ドヴォルザーク：ピアノ三重奏曲第4番ホ短調作品90『ドゥムキー』（2020年1月、ワーナーミュージック）

## 出演

### TV
- 世界ふれあい街歩き（2016年6月28日、NHK BSプレミアム）[4]
- グッと!地球便 （よみうりテレビ））
  - #427（2017年6月25日）「イタリア・クレモナ」 『グッと！地球便』 過去の放送
  - #599（2020年5月17日）「海の向こうの大切な人は今…　イタリア・クレモナ」『グッと！地球便』 過去の放送
- ひるおび!（2020年5月6日、TBS）- クレモナから生中継。
- あさチャン!（2020年5月8日、TBS）
- 日立 世界・ふしぎ発見!（2020年6月27日、TBS）- 「フランス・イタリア・英国で新発見！ 世界を驚かせた、あの人を大追跡！」ミステリーハンター[5]
- ライブ・エール〜今こそ音楽でエールを〜（2020年8月8日、NHK総合・NHK BS4K・NHK BS8K）- 平原綾香と「Jupiter」を共演。
- ピーコ&兵動のピーチケパーチケ（2020年12月2日、関西テレビ）- イタリアからリモート出演
- 報道ランナー（2021年1月19日、関西テレビ - 生出演

### ラジオ
- 箕面FMまちそだて
  - 2020年4月29日 - オンライン出演 まちの情報箱みのおどっとネット
  - 2022年4月16日 - 『みのたんらじお』に生出演。タッキーブログ
- THE MAGNIFICENT FRIDAY（2021年1月22日、FM COCOLO）
- CIAO 765（2021年1月26日、FM COCOLO）CIAO 765ブログ

## 書籍

### 雑誌
- 季刊 サラサーテ（酣燈社）
  - Vol.95（2020年8月号）（2020年7月2日発売）- 特別記事「クレモナレポート、2020春」（響いた祈りのヴァイオリン）
  - Vol.103（2021年12月号）（2021年11月2日発売）- 表紙 及び Artist Close-up